# Příchovice (Kořenov)
Příchovice (německy Stefansruh nebo Stephansruh či Przichowitz) jsou vesnice, část obce Kořenov v okrese Jablonec nad Nisou. Nachází se asi tři kilometry jihozápadně od Kořenova. Příchovice leží v katastrálním území Příchovice u Kořenova o rozloze 4,94 km². V obci je rozmístěno několik soch světců. V centrální části obce s novorománským kostelem sv. Víta, vzdálené dva kilometry jihozápadně od Kořenova, se nacházejí dvě restaurace. 

## Historie
První písemná zmínka o vesnici pochází z roku 1577.

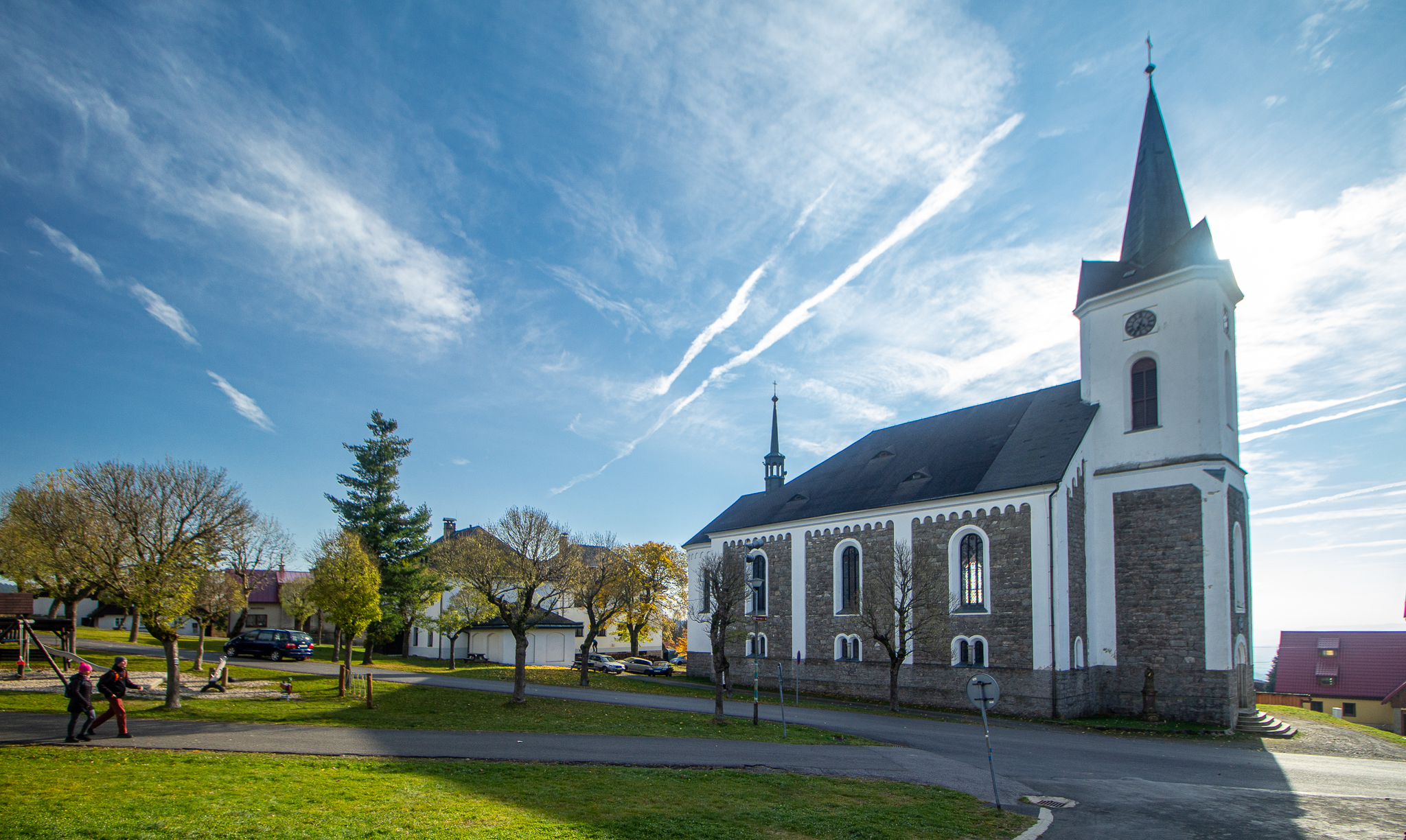
Střed obce s kostelem sv. Víta

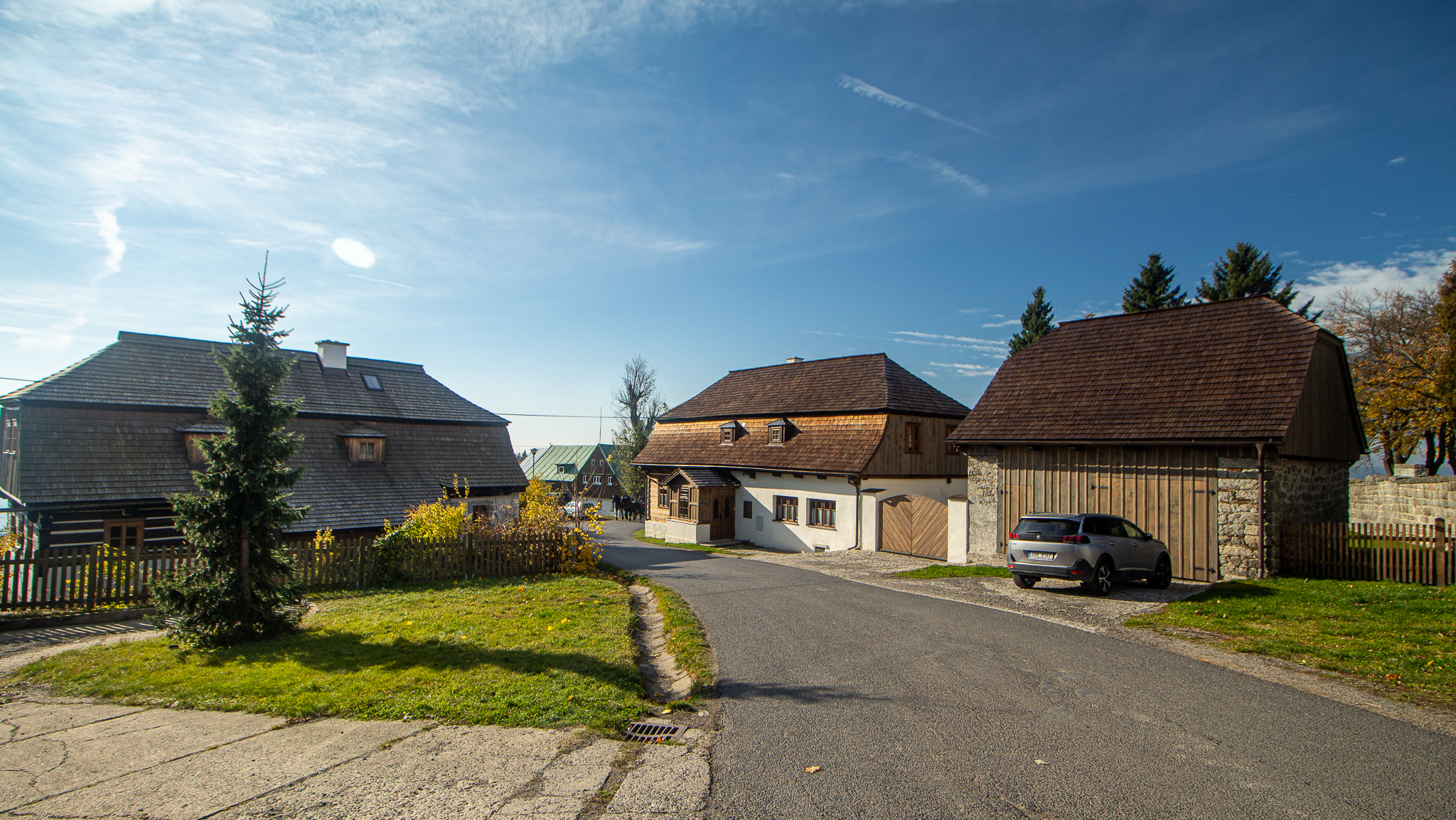
Domy v obci s šindelovými střechami

Příchovice se původně skládaly z osad a částí Dolní Příchovice, Horní Příchovice, Pustiny, Morava, Libštát, Potočná, Nová Huť, Tesařov a mnoha samot a samostatnou obcí byly v letech 1850–1960. 28. dubna 1897 byly povýšeny na městys. Od poloviny 19. století spadaly Příchovice do soudního okresu Tanvald a od roku 1960 jsou součástí Kořenova. 
V roce 1991 žilo v obci 309 obyvatel. Při sčítání lidu v roce 2001 zde bylo 121 domů a 271 obyvatel.
Od roku 1690 byl v Příchovicích dřevěný kostel svatého Víta, roku 1862 znovu vysvěcen po zásadní přestavbě. Farnost byla v Příchovicích zřízena roku 1738. Rekonstruovaná fara s přístavbou z roku 1993 slouží, v návaznosti na působení kněze Miroslava Šimáčka od roku 1979, též jako Interdiecézní centrum života mládeže Křižovatka Příchovice v duchu hnutí Fokoláre.

## Sport
Díky nadmořské výšce 760 metrů jsou Příchovice centrem zimních sportů. Lyžařský areál U Čápa disponuje vlekem a dvěma sedačkovými lanovkami. Sedačková lanovka a sjezdovky sousední obce Rejdice  hraničí přímo s místní částí Příchovice. V obci je proto několik rekreačních objektů, které využívají především přespolní návštěvníci. 

## Pamětihodnosti

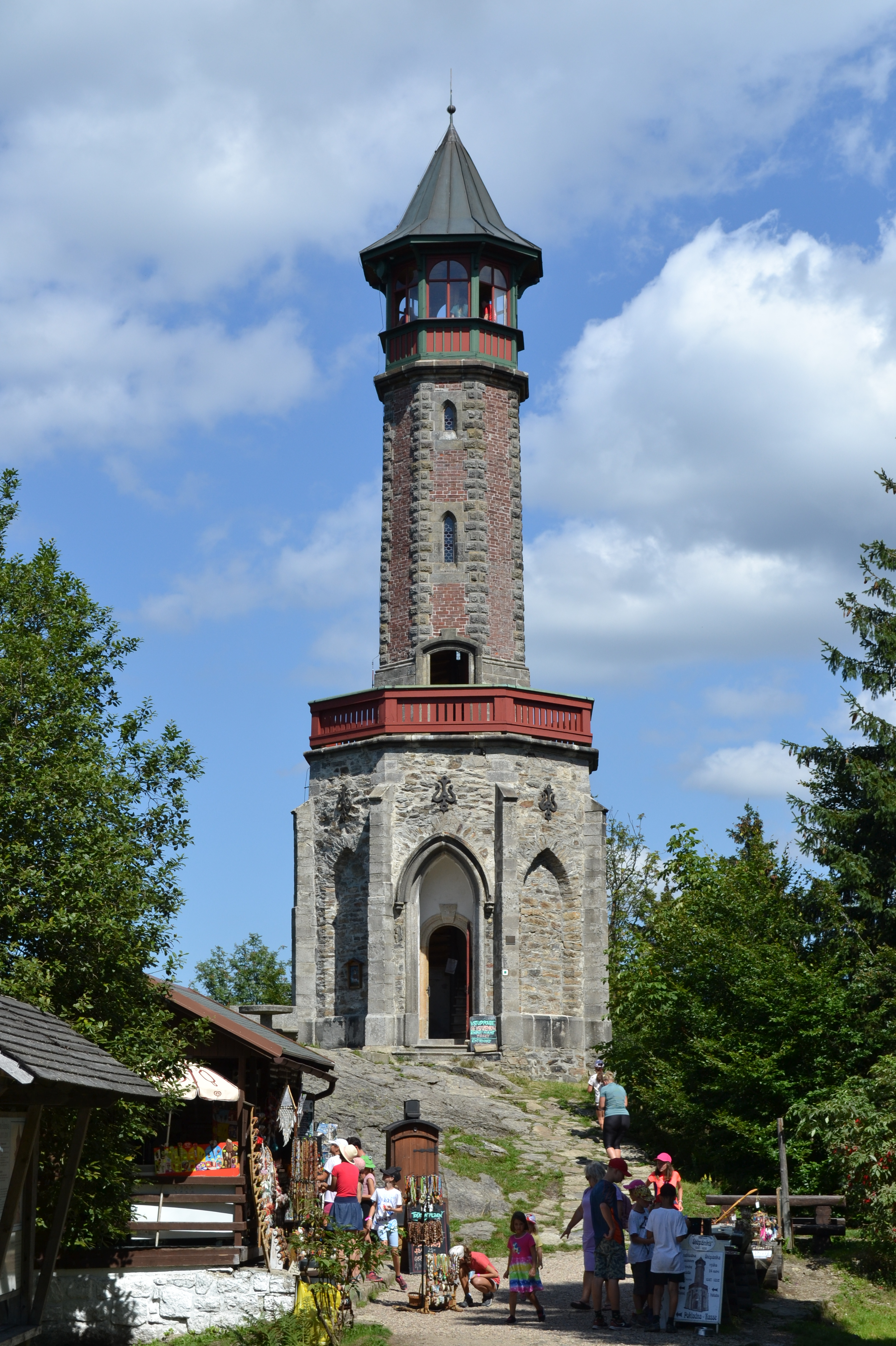
Rozhledna Štěpánka

- novorománský kostel sv. Víta, postavený v roce 1824
- Kamenná rozhledna Štěpánka (Stephansturm, nebo též Hvězda), původně 6 m vysoká rozhledna z roku 1847 (po dokončení v roce 1892 je její výška 24 m) na vrcholu Hvězda (959 metrů).[8] Postavená na památku návštěvy arcivévody Štěpána.
- Muzeum Járy Cimrmana s majákem a rolnickou expozicí

## Osobnosti
- Wenzel Neumann (1816–1880), podnikatel a politik[9]